# PSR B1937+21
PSR B1937+21, ou PSR J1939+2134, est un pulsar milliseconde, le premier pulsar de cette classe jamais découvert, en 1982. Il est situé dans la constellation du Petit Renard, tout comme PSR B1919+21, le premier pulsar découvert.
PSR B1937+21 est également vu dans le domaine des rayons X, ce qui en fait un pulsar X. Sa caractéristique la plus notable reste cependant la période de rotation extrêmement courte : avec 1,558 milliseconde, elle est restée la plus petite période de rotation connue pour un pulsar pendant de nombreuses années, jusqu'à la découverte de PSR J1748-2446ad en 2006. Il reste aujourd'hui le second pulsar le plus rapide connu, faisant partie avec 6 autres des pulsars dont la période de rotation est inférieure à 2 millisecondes. Comme tout pulsar milliseconde, il s'agit d'un pulsar âgé, son âge caractéristique étant de 235 millions d'années, et dont le champ magnétique est faible (4,1×104 teslas) pour ce genre d'objets.